# هاينريش مولر (لاعب كرة قدم)
هاينريش مولر (بالألمانية: Heinrich Müller)‏ (و. 1909 – 2000 م) هو لاعب كرة قدم، ومدرب كرة القدم، من النمسا، ولد في الإمبراطورية النمساوية المجرية، يلعب كلاعب وسط، توفي عن عمر يناهز 91 عاماً.

## روابط خارجية
- هاينريش مولر على موقع قاعدة بيانات كرة القدم.إي يو (الإنجليزية)
- هاينريش مولر على موقع ناشيونال فوتبول تيمز (الإنجليزية)